# Карпати (Рахів)
Карпати — футбольний клуб створений у місті Рахові Закарпатської області.

## Історія
Команда була утворена в місті Рахові після другої світової війни. Грає у чемпіонаті Закарпатської області та Кубку Закарпатської області з футболу. У сезоні 1995/1996 брала участь у Чемпіонаті України з футболу серед аматорських команд. У 1998 році клуб був розформований. Відновлений на початку XXI століття.

## Досягнення
- третє місце на Чемпіонаті України з футболу серед аматорських команд

## Відомі футболісти
- Габор Вайда